# Peter Handke

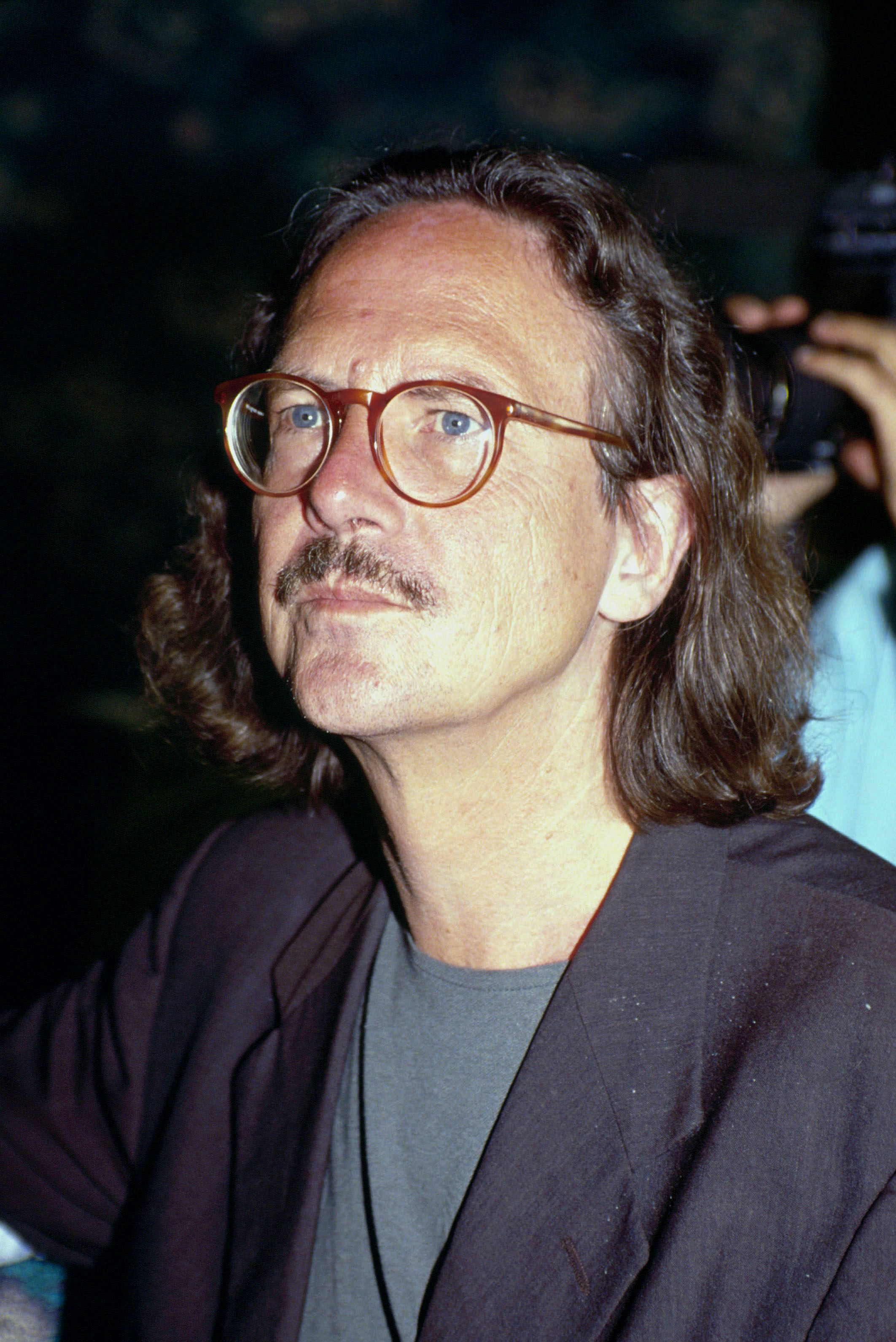
Peter Handke 1983.

Peter Handke, född 6 december 1942 i Griffen i förbundslandet Kärnten i Österrike (i dåvarande Tyska riket), är en österrikisk författare som skriver på tyska. Han har även verkat som översättare och filmregissör, och var bland annat en av manusförfattarna till Himmel över Berlin. Han har kallats en av samtidens största tyskspråkiga författare, och har periodvis haft stort inflytande på litteraturen. Bland annat Karl Ove Knausgård säger sig ha inspirerats av Handke. Tidigt kom han dock också att ses som den tyska litteraturens enfant terrible, och genom klädstil, personlighet och politiska åsikter har han även provocerat många. 
Sedan 1991 är han bosatt i Chaville, nära Paris. Han tilldelades 2019 års Nobelpris i litteratur.

## Biografi
Peter Handke föddes 1942 i Griffen i förbundslandet Kärnten i Österrike. Hans far, Erich Schönemann, var en banktjänsteman och tysk soldat som Handke inte träffade förrän i vuxen ålder. Hans mor Maria, tillhörande Österrikes slovenska minoritet, gifte sig med Bruno Handke, en spårvagnschaufför och soldat i Wehrmacht, innan Peter föddes. Familjen levde i stadsdelen Pankow i Berlin mellan 1944 och 1948, då en del av den sovjetiska ockupationszonen, där Peters halvsyster Monika föddes 1947. Familjen flyttade därefter tillbaka till moderns hemstad Griffen, där Peters styvfar blev allt mer våldsam på grund av alkoholism.
1954 började Handke på en internatskola vid slottet Tanzenberg i Sankt Veit an der Glan. Där gavs hans första skrivna texter ut i skolans tidning, Fackel. 1959 flyttade han till Klagenfurt för gymnasiestudier. Mellan 1961 och 1965 studerade han juridik vid Universität Graz.
1971 tog Handkes mor sitt liv, vilket speglas i romanen Berättelse om ett liv (Wunschloses Unglück, 1974). I sin Nobelföreläsning 2019 konstaterar han att hans moders små berättelser under uppväxten och fram till hennes död gav honom alla impulser till skrivande och sitt livslånga författarskap.
Handke sågs länge som en provokatör, både i sina verk och i sin offentliga bild, bland annat genom sitt långa hår och emellanåt slitna läderkläder. Genom hans tidigaste verk etablerades en bild av Handke som den tyska litteraturens enfant terrible. Med tiden blev han dock allt mer accepterad på den litterära scenen, också av kritiker och intellektuella. 1973 mottog han exempelvis det prestigefyllda Georg Büchner-priset. Den kulturella acceptansen utmanades dock ånyo under 1990-talet, då han i olika sammanhang skildrade Serbien som ett offer i de jugoslaviska krigen. Under 1990-talet och 2000-talets första årtionde möttes Handke av stora protester på grund av detta.

## Författarskap
Peter Handke har skrivit romaner, pjäser för teater och radio, dikter, essäer och filmmanus. Flera av hans romaner, med titlar som Barnberättelse (Kindergeschichte, 1984), Långsam hemkomst (Langsame Heimkehr, 1981) och Tankar om tröttheten (Versuch über die Müdigkeit, 1991) har varit inflytelserika, även i Sverige, inte minst under 1980-talet. Den norske författaren Karl Ove Knausgård har även sagt sig ha inspirerats av Handke när han skrev sin romansvit Min kamp. Han har också kallats för en av samtidens mest inflytelserika tyskspråkiga författare.
Handke använder sig ofta av stoff ur sitt eget liv i sina romaner, vilket bland annat är tydligt i Berättelse om ett liv, där han behandlar sin moders liv och slutliga självmord. Verken består ofta av långa, slingrande meningar, med insprängda frågor, tvivel och patos. Därtill tillkommer stoff från hans slovenska rötter, liksom populärkulturella referenser.
Efter de politiska kontroverserna har Handke dragit sig tillbaka till sitt hem i Chaville utanför Paris, och har sällan gett intervjuer. Senare verk har varit mer självreflekterande, och på ett paradoxalt plan samtidigt intima och distanserade. Resultatet är att de frågor som ställs i de slingrande meningarna sällan ges några svar.
Handke var även en av manusförfattarna till filmen Himmel över Berlin (Der Himmel über Berlin, 1987), i regi av vännen Wim Wenders, med en högtidlig stil som återfinns i flera av de samtida romanerna. Han regisserade filmatiseringen av den egna romanen Den vänsterhänta kvinnan (Die linkshändige Frau, 1978). Efter 1980-talet blev Handkes romaner längre, mer omfattande och mer politiska, och kom inte att översättas i lika hög grad.
Handke var en sentida medlem av Gruppe 47. Han var även verksam i juryn för Petrarcapriset 1975–2014. År 2019 tilldelades Peter Handke Nobelpriset i litteratur. Svenska Akademiens motivering löd: "för ett inflytelserikt författarskap som med stor språkkonst har utforskat periferin och människans konkreta erfarenhet."

## Serbienkontroversen
År 1996 uppkom en kontrovers kring Handkes reseskildring Eine winterliche Reise zu den Flüssen Donau, Save, Morawa und Drina oder Gerechtigkeit für Serbien, där han skildrade Serbien som ett offer i de jugoslaviska krigen. Kritiker har anklagat honom för att ha förminskat serbiska krigsbrott, medan Handke själv menar att han helt enkelt har fört ett sofistikerat resonemang kring händelserna i Jugoslavien i motsats till en förenklad bild i etablerade västerländska medier. I mars 2004 undertecknade Handke ett konstnärsupprop, skrivet av den kanadensiske författaren Robert Dickson, till försvar för Slobodan Milošević. Till undertecknarna hörde även den senare nobelprisbelönade Harold Pinter. Samma år besökte han Milošević i häktet i Haag och inbjöds av försvaret att vittna till dennes fördel, vilket Handke dock avstod från. Däremot höll han ett tal vid Miloševićs begravning den 18 mars 2006 inför tiotusentals sörjande serber, vilket ledde till en ny kritikerstorm i tyska medier.
När Handke år 2006 nominerades till Staden Düsseldorfs Heinrich Heine-pris, protesterade bland annat ett antal politiker och ledamöter i Düsseldorfs stadsfullmäktige signalerade att de skulle förhindra att Handke fick priset mot bakgrund av hans politiska åsikter. En grupp skådespelare i Berlin samlade därefter in motsvarande belopp för att istället tilldela Handke ett alternativt Heinrich Heine-pris. Handke undanbad sig emellertid pengarna och bad att de istället skulle skänkas till serbiska byar i Kosovo, vilket också skedde.
I januari 2008 proklamerade Handke att han, om han vore serb, skulle ha röstat på Tomislav Nikolić, den serbiske nationalisten och dåvarande ordföranden för Serbiska radikala partiet som valdes till president 2012.
Utifrån detta möttes Svenska Akademiens val att tilldela Handke 2019 års Nobelpris i litteratur av internationell kritik. Svenska Akademiens ständige sekreterare Mats Malm försvarade beslutet med att priset delades ut för Handkes litterära förtjänster och inte för författarens politiska åsikter. Enligt Malm finns det heller inga belägg för att Handke skulle vara en krigshetsare eller att han skulle ha förnekat några krigsförbrytelser eller folkmord.
Peter Handke förnekar inte att massakern, som gått till historien som Srebrenicamassakern på 8 000 bosniska muslimer, ägt rum. Han menar att han relativiserar och hellre kallar massakern för ett "brodermord" än den gängse beskrivningen folkmord; ”Att relativisera betyder inte att förneka”.